# Graves de communi re
Unter dem Eindruck, dass die Enzyklika Rerum Novarum in Europa und Lateinamerika zu revolutionärem politischen Handeln führen und die Entwicklung der Arbeiterklasse hin zum Sozialismus begünstigen könne, veröffentlichte Papst Leo XIII. am 18. Januar 1901 die Enzyklika Graves de communi re über die christliche Demokratie im Sinne ausschließlich sozialer Wohlfahrtstätigkeit. Diese Enzyklika wird den sogenannten „kleinen Sozialenzykliken“ zugeordnet.

## Sozialismus und christliche Demokratie
Graves de communi re bestritt kategorisch jedwede Vereinbarkeit zwischen Christentum und atheistischem Sozialismus. Der seit Rerum novarum ausgebrochene Aktivismus zur „christlichen Demokratie“ dürfe nicht als Kampfruf zur Erringung der Volksherrschaft missbraucht werden. Nach Meinung des Papstes waren die Gebote der Liebe und Eintracht die einzige erlaubte Grundlage zur Lösung der sozialen Frage und daher ermahnte er immer wieder die Reichen und die Armen, diesen Boden nicht zu verlassen.

## Dekret
Leo XIII. legte daher in seinem Rundschreiben auch fest – welches etwa einem Dekret glich – dass die partei- und verbandspolitischen Aktivitäten von Katholiken sich lediglich auf soziale und karitative Aktivitäten zu beschränken hätten.
Gemäß dem Rundschreiben durfte sich der christliche Demokratiegedanke daher nur auf die Volkswohlfahrt, nicht aber auf politische und Verfassungsfragen richten.
Die Katholiken sollten nach dem Willen des Papstes die gegebene staatliche Ordnung – ob monarchisch oder demokratisch – stützen, selbst aber nichts unternehmen, um eine demokratische Ordnung herbeizuführen.